# Shamrock Diaries
Shamrock Diaries es el séptimo álbum de estudio del cantante y compositor británico Chris Rea, publicado en 1985. Este álbum representa un cénit creativo y comercial de Rea. Shamrock Diaries recibió una gran acogida en Europa, alcanzando el top 20 en varios países, incluyendo Irlanda, Alemania, Países Bajos y el Reino Unido. El disco también fue un éxito en Australia, donde alcanzó el primer puesto.
Este álbum cuenta con canciones conocidas como «Stainsby Girls» (escrita en homenaje a su esposa Joan, exalumna de la Stainsby Secondary Modern School) y «Josephine» (escrita para su hija del mismo nombre). Shamrock Diaries fue certificado de disco de oro por la Bundesverband Musikindustrie por las ventas de 250 000 unidades y de plata por la British Phonographic Industry (60 000 unidades vendidas).

## Lista de canciones
- Todas las canciones fueron compuestas por Chris Rea.

1. «Steel River» – 6:15
2. «Stainsby Girls» – 3:51
3. «Chisel Hill» – 4:03
4. «Josephine» – 4:26 (3:56 en ediciones posteriores)
5. «One Golden Rule» – 4:29
6. «All Summer Long» – 4:09
7. «Stone» – 4:23
8. «Shamrock Diaries» – 4:55
9. «Love Turns To Lies» – 4:11
10. «Hired Gun» – 8:03

## Datos adicionales
La pista número siete «Stone» fue versionada por The Law en su álbum homónimo, con Rea en guitarra. «Josephine» fue sampleada en 2000 por la banda Superfunk en su canción «Lucky Star», aunque los samples provienen de otra versión (más corta) de la canción.

## Personal
- Chris Rea – vocalista, guitarra, órgano, teclados, sintetizadores, guitarra slide, producción
- Robert Ahwai – guitarra
- Simon Nicol – guitarra
- Eoghan O'Neill – bajo eléctrico
- Kevin Leach – teclados
- Max Middleton – teclados
- Annie Whitehead – trombón
- Dave Mattacks – batería
- Adrian Rea – batería
- Martin Ditcham – percusión
- David Richards – producción, ingeniería
- Barry Hammond – ingeniería